# Crash Reporter
Crash Reporter è il crash reporter standard in macOS. Esso invia i log di crash di Unix agli ingegneri della Apple Inc..
Si trova nel percorso /System/Library/CoreServices/Crash Reporter.app.

## Come si visualizza
La casella di testo in alto della finestra di Crash Reporter contiene il log del crash, mentre quella in basso contiene i commenti dell'utente. Gli utenti possono anche fare un copia e incolla del log e poi spedirlo per e-mail al produttore. Crash Reporter si può visualizzare in tre modi: non visualizzare niente al crash, visualizzare la finestra di dialogo "L'applicazione è andata in crash" o visualizzare la finestra di Crash Reporter.